# Vyjayantimala

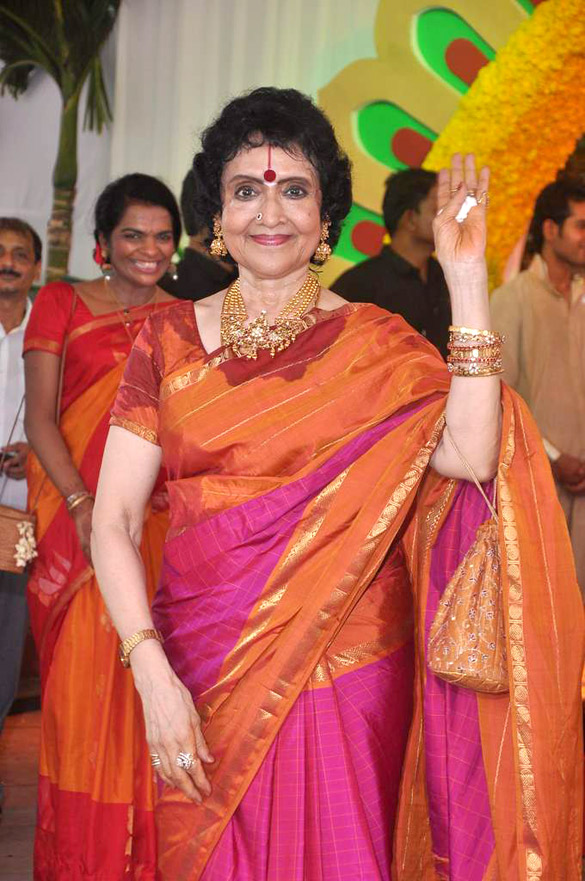
Vyjayantimala

Vyjayantimala (eigentlich: Vyjayantimala Bali; * 13. August 1936 in Madras, Tamil Nadu) ist eine indische Schauspielerin. Sie ist der erste gesamtindische Star aus Südindien, mit ihr etablierte sich die Notwendigkeit für eine Darstellerin, auch eine gute Tänzerin sein zu müssen.
Ihr Filmdebüt hatte Vyjayantimala 1949 in einem Tamil-Film. Das Bollywood-Remake dieses Films war gleichzeitig ihr erster Auftritt im Hindi-Film. Ihren Durchbruch schaffte sie als Tänzerin in Bimal Roys Devdas (1955) an der Seite von Dilip Kumar. Hierfür erhielt sie den Filmfare Award/Beste Nebendarstellerin.
Zu Starruhm gelangte sie in Bimal Roys Madhumati (1958) und in der Rolle einer Prostituierten in B. R. Chopras Sadhna (1958), wofür sie ihren ersten Filmfare Award als beste Schauspielerin bekam. Ihre Rolle im Klassiker Ganga Jamuna (1961) von Nitin Bose gilt als herausragend und sie beeindruckt mit einem nahezu perfekten Bhojpuri-Dialekt trotz ihrer südindischen Herkunft. Ihr letzter großer Erfolg war Raj Kapoors Sangam (1964).
Vyjayantimala ist dreifache Preisträgerin des Filmfare Award/Beste Hauptdarstellerin, 1995 erhielt sie den Filmfare Award/Lebenswerk. Nach ihrer Heirat 1968 verließ sie das Filmgeschäft. Sie wurde in den 1980er Jahren zweimal für die Kongresspartei ins indische Parlament gewählt.